# René Kuhl
René Kuhl (...) è un ex bobbista svizzero.

## Biografia
Ai campionati mondiali vinse una medaglia di bronzo nel 1960, nel bob a quattro con Max Angst, Gottfried Kottmann e Hansjörg Hirschbühl